# انتخابات ریاست‌جمهوری مجارستان (۲۰۲۲)
انتخابات ریاست جمهوری به‌طور غیرمستقیم در ۱۰ مارس ۲۰۲۲ در مجارستان برگزار شد. یانوش آدر، رئیس‌جمهور قبلی مجارستان به دلیل محدودیت دوره، واجد شرایط نامزدی نبود.
اتحاد حزب حاکم، فیدس کاتالین نواک، وزیر سابق امور خانواده را به عنوان نامزد ریاست‌جمهوری حزب خود معرفی کرد. ائتلاف مخالف، متحد برای مجارستان، پیتر رونا، حقوقدان و اقتصاددان را به عنوان نامزد ریاست جمهوری حزب خود معرفی کرد. در این انتخابات کاتالین نواک به عنوان اولین رئیس‌جمهور زن مجارستان انتخاب شد.

## نظام انتخاباتی
بر اساس قانون اساسی فعلی مجارستان که توسط ائتلاف دولتی حزب فیدس و KDNP در ۲۰۱۱ تصویب شد، رئیس‌جمهور باید با رای‌گیری مخفی توسط اعضای پارلمان، حداکثر شصت و حداقل سی روز قبل از پایان دوره قبلی خود که صاحب منصب است یا در صورتیکه مأموریت او پیش از موعد خاتمه پیدا کند ظرف سی روز پس از اتمام خدمتش  انتخاب شود. قانون اساسی به رئیس مجلس شورای ملی اجازه می‌دهد تا زمان و تاریخ انتخابات را تعیین نماید.
نامزد ریاست جمهوری نیاز دارد حداقل یک پنجم از اعضای پارلمان (بنابراین حدود ۴۰ نماینده) وی و نه بیش از یک نامزد را به‌طور مکتوب معرفی کنند. در  انتخابات مرحله اول، اکثریت آرای دو سوم کل نمایندگان فعلی برای انتخاب رئیس‌جمهور لازم است. در صورت عدم احراز این شرط، مرحله دوم بین دو نامزدی که در دور اول بیشترین آرا را به خود اختصاص دادند برگزار می‌شود. در این صورت آرای اکثریت نمایندگان کفایت می‌کند.

## زمینه
ائتلاف دموکراتیک قرار بود یک پیشنهاد اصلاحی برای به تعویق انداختن انتخابات پارلمانی رئیس‌جمهور مجارستان تا پس از انتخابات پارلمانی در بهار ۲۰۲۲ ارائه کند.
از سال ۱۹۹۰، در هیچ‌یک از انتخابات ریاست جمهوری که در مجارستان برگزار شده‌است، بیش از دو نامزد وجود نداشته‌است.

## نامزدها
| نام          | مهمانی - جشن | نامزدها               | یادداشت | دفاتر برگزار شد               |
| ------------ | ------------ | --------------------- | ------- | ----------------------------- |
| کاتالین نواک | فیدس         | فیدس                  | [ ۸ ]   | وزیر امور خانواده (۲۰۲۱–۲۰۲۰) |
| پیتر رونا    | مستقل        | یونایتد برای مجارستان | [ ۹ ]   | -                             |

## نتایج
| نامزدها          | نامزدها        | حزب               | اتحاد          | مرحله اول | مرحله اول            | مرحله اول            |
| نامزدها          | نامزدها        | حزب               | اتحاد          | آرا       | % تمام اعضاء پارلمان | % آرای اعضاء پارلمان |
| ---------------- | -------------- | ----------------- | -------------- | --------- | -------------------- | -------------------- |
|                  | کاتالین نواک   | فیدس              | فیدس           | ۱۳۷       | ۶۸٫۸۴                | ۷۲٫۸۷                |
|                  | پیتر رونا      | کنشگر سیاسی مستقل | اتحاد مجارستان | ۵۱        | ۲۵٫۶۲                | ۲۷٫۱۳                |
| آرای غیر معتبر   | آرای غیر معتبر | آرای غیر معتبر    | آرای غیر معتبر | ۵         | ۲٫۵۱                 | -                    |
| Total votes      | Total votes    | Total votes       | Total votes    | ۱۹۳       | ۹۶٫۹۸                | ۱۰۰                  |
| Did not vote     | Did not vote   | Did not vote      | Did not vote   | ۶         | ۳٫۰۱                 |                      |
| Total seats      | Total seats    | Total seats       | Total seats    | ۱۹۹       | ۱۰۰                  |                      |
| Source: telex.hu |                |                   |                |           |                      |                      |